# 척추뼈구멍
척추뼈구멍(vertebral foramen), 또는 추공(椎孔)은 척추뼈몸통과 척추뼈고리 사이에 위치하는 구멍이다.
척추뼈구멍은 제1목뼈(고리뼈, atlas)에서 시작하여 제5허리뼈까지 연결된다. 척추뼈구멍으로 척수가 지나간다.
한편 척추사이구멍과 척추뼈패임으로 척수신경이 삐져나와 신체로 퍼진다.

## 척추관
척추관(脊椎管)은 척추뼈 구멍이 이어져서 이룬 관. 속에 척수가 있다. 규범 표기는 ‘척주관’이다.

## 같이 보기
- 척추사이구멍
- 횡돌기극근